# Hsing-i chuan
Xinyiquan (hsing-i ch'uan) (em língua chinesaː 形意拳; pinyin: Xíng Yì Quán; Wade-Giles: Hsing I Ch'üan) ou boxe da mente e forma, é um estilo de arte marcial chinesa interna. Também é conhecido como boxe dos cinco elementos ou wuxingquan.
Algumas escolas incluem, em suas formas, dez ou doze animais do Horóscopo chinês.
Seu desenvolvimento é atribuído, segundo a lenda, ao famoso general chinês Yueh Fei (Wu Mu). Suas origens datam da dinastia Liang, cerca  de 540 d.C.
Encontramos registros históricos devidamente documentados[carece de fontes?] a partir de Ji Longfeng (Jijike) (1602-1683), provável criador deste estilo. Conta-se que foi elaborado a partir de um livro que lhe foi entregue assinado por Yueh Fei. Ji Longfeng estudou o livro dia e noite por muitos anos, desenvolvendo este estilo.
Seu maior ícone foi o mestre Guo Yun Shen (1827-1903), que, por sua vez, foi mestre de Wang Xiang Zhai, que, utilizando alguns conceitos deste estilo juntamente com o baguazhang e tai chi chuan, desenvolveu o Yiquan ou I-Chuan.
| Movimentos básicos | Ideogramas Chineses | Pinyin | Elementos | Descrição                                           |
| ------------------ | ------------------- | ------ | --------- | --------------------------------------------------- |
| Dividir            | 劈                  | Pī     | Metal     | Partir como um machado.                             |
| Golpear            | 炮                  | Pào    | Fogo      | Explodir como um canhão e simultaneamente bloquear. |
| Perfurar           | 鑽                  | Zuān   | Água      | Perfurar adiante na horizontal.                     |
| Cruzar             | 橫                  | Héng   | Terra     | Cruzar a linha de ataque e simultaneamente torcer.  |
| Esmagar            | 崩                  | Bēng   | Madeira   | disparar flechas adiante seguidamente.              |

## As Formas Animais
O xingyiquan se apoia na teoria dos cinco elementos. Possui uma forma básica de treinamento e outra avançada, a forma dos doze animais (形; pinyin: xíng).
Presentes nos diversos estilos familiares ou regionais, os movimentos são mais que mera imitação dos movimentos de cada animal, inspiram-se nas suas técnicas e táticas.
Diversas escolas apresentam apenas uma pequena quantidade de movimentos característicos de cada animal, enquanto outras incluem sequências de movimentos mais extensas. Uma vez que a forma individual de cada animal é aprendida, é comum iniciar o aprendizado de formas animais interligadas (shi'er xing lianhuan), que conectam todos os movimentos de animais aprendidos em uma única sequência. Alguns estilos têm formas mais longas ou múltiplas formas para animais específicos, por exemplo, as "oito formas do tigre" (huxing bashi).
| Animais        | Ideogramas Chineses | Pinyin | Descrição |
| -------------- | ------------------- | ------ | --- |
| Urso           | 熊                  | Xióng  | No xingyi, o urso e a águia se combinam. A frase significa que as técnicas relacionadas aos dois animais são com frequência utilizadas em conjunto. |
| Águia          | 鷹                  | Yīng   | No xingyi, o urso e a águia se combinam. A frase significa que as técnicas relacionadas aos dois animais são com frequência utilizadas em conjunto. |
| Serpente       | 蛇                  | Shé    | Inclui os estilos constritor e víbora. |
| Tigre          | 虎                  | Hǔ     | Ataques com as mãos abertas similares às patadas de um tigre                                                                                        |
| Dragão         | 龍                  | Lóng   | |
| Galo           | 鷄                  | Jī     | |
| Cavalo         | 馬                  | Mǎ     | Emprega movimentos da esquerda para a direita similares à forma do tigre, mas realizados com os punhos fechados                                     |
| Andorinha      | 燕                  | Yàn    | |
| Açor ou Gavião | 鷂                  | Yào    | |
| Macaco         | 猴                  | Hóu    | |

## Hsing-i chuan no Brasil
Em 1960, o Mestre Chan Kowk Wai chega a São Paulo, no Brasil, trazendo o Xingyiquan, entre outros estilos de kung fu.
Na década de 1970, Wu Chao Hsiang introduziu o estilo Che de Hsing-Yi original de Shanxi no Rio de Janeiro.
No ano de 1986, chega o grão-mestre Wang Tie Cheng - Yi Quan, linhagem de Wang Xiang Zhai segunda geração, aos 50 anos, para ensinar artes marciais, trazendo uma experiência de mais de 35 anos na época, com o histórico de ter tido mais de mil combates na China e ter se saído muito bem em todos eles. É o sucessor do patriarca Wang Xhiang Zhai na linhagem de Yi Quan segunda geração, assim como grão-mestre nos estilos Xingyiquan, Yiquan e Taijiquan, em São Paulo.
Em 1988, chega ao Brasil - São Paulo - mestre Wang Young Jun, mestre sucessor de Yi Quan terceira geração.
Atualmente, mestre Wang Young Jun é o representante do Yi Quan (I Chuan) na América do Sul e vice-presidente da Federação Paulista de Nei Jia. Reside em São Paulo.
Atualmente, três de seus melhores alunos ensinam o Xingyiquan. Dois deles, com mais de duas décadas de experiência, são os mestres Marcos Fonseca na capital de São Paulo e Luiz Gustavo em Osasco. O terceiro é Velzi Moreschi, presidente fundadora da Federação Paulista de Nei Jia e do Jin Long Instituto de Nei Jia Brasil China. Hoje, uma referência pela Veja São Paulo - primeira mulher a conquistar o Titulo de Campeã Internacional 2007 em Hsing I Chuan nível Avançado. Escritora - escreveu o Livro Hsing I Chuan "A Arte dos Heróis da China" 2002 -, iniciou seus estudos e práticas de Hsing I Chuan em Janeiro de 1987, aos 31, anos com o grão-mestre Wang Tie Cheng, de quem recebeu ensinamentos diretos. Em 2003, iniciou seus treinamentos em Yi Quan com o mestre Wang Young Jun até os dias de hoje. Reside em São Paulo.
Atualmente, o mestre Wang Tie Cheng mora em Beijing e seu filho mestre Wang Young Jun, juntamente com a professora Velzi Moreschi, ministram cursos, aulas, palestras, seminários, workshops e terapias, assim como programas semanais em webRádios e webTVs, oferecendo, à comunidade, programações voltadas à saúde, bem-estar e qualidade de vida fundamentados na arte Nei Jia Chuan e na medicina tradicional chinesa.
Atualmente na cidade de São Paulo, o Grupo I Kuan Tao Arte da Longa Vida, através de mestre Leonardo Liu, ministra aulas de Hsing I Chuan (Xing Yi Chuan), entre outros estilos, abrangendo conceitos filosóficos, marciais e medicinais, através da forma e de movimentos contínuos.